# Бранник (списание)
 Тази статия е за българското списание.  За организацията вижте Бранник.  
„Бранник“ е двуседмично списание, издавано от печатница Книпеграф в София в тираж 10 000 през 1941 г. 
Списанието е официален орган на държавната младежка фашистка организация „Бранник". Възпитава младежта в националистически, шовинистически и фашистки дух. Издания под същото име имат и поместните браннически организации II Софийски браннишки отряд „Отец Паисий“, VII бранническа дружина „Камчия“ (Варнa), XV Бургаска бранническа дружина „Странджа“, бранническата дружина „Калоянова крепост“ – Провадия, а също така и Пловдивската и Плевенската задруга.
След 1942 списание Бранник излиза веднъж месечно под редакцията на Владимир Торньов, като се печата и в печатниците Гавазов, Стопанско развитие и Гряфис. След разцеплението на организация „Бранник“ през 1943 г. списанието става орган на крилото на Георги Караиванов.